# The Very Best of Meat Loaf
The Very Best of Meat Loaf – kompilacja z 1998 obejmująca pierwsze 21 lat kariery solowej Meat Loafa.
Poza hitami jak I’d Do Anything for Love (But I Won’t Do That) oraz Paradise By The Dashboard Light, album zawiera również trzy nowe utwory. Dwa z nich (Home by Now / No Matter What oraz A Kiss Is A Terrible Thing To Waste) zostały napisane przez Andrew Lloyd Webbera oraz Jima Steinmana i pochodzą z ich musicalu "Whistle Down The Wind". Trzecią nową piosenką, która została napisana przez Jima Steinmana i Dona Blacka, jest Is Nothing Sacred (jest to solowe wykonanie, ale w wersji singlowej jest duetem z Patti Russo).
Piosenki (poza nowymi) pochodzą z albumów wydanych w latach 1977 - 1995. Wyjątkiem jest płyta "Blind Before I Stop" [1986], gdyż nie ma żadnego utworu z niej pochodzącego.

## Lista piosenek

### Pierwszy dysk
1. Home by Now / No Matter What (Andrew Lloyd Webber, Jim Steinman) – 8:25 nowa piosenka
2. Life Is a Lemon (And I Want My Money Back) (Jim Steinman) – 8:07 remix
3. You Took the Words Right Out of My Mouth (Hot Summer Night) (Jim Steinman) – 5:04
4. Two Out of Three Ain't Bad (Jim Steinman) – 5:23
5. Modern Girl (Paul Jacobs, Sarah Durkee) - 4:24
6. Rock and Roll Dreams Come Through (Jim Steinman) – 5:41
7. Is Nothing Sacred (Jim Steinman, Don Black) – 6:37 nowa piosenka
8. Paradise By the Dashboard Light (Jim Steinman) – 8:28 - duet z Ellen Folley
9. Heaven Can Wait (Jim Steinman) – 4:36

### Drugi dysk
1. I’d Do Anything for Love (But I Won’t Do That) (Jim Steinman) – 11:52 - duet z Lorraine Crosby
2. A Kiss Is a Terrible Thing to Waste (Andrew Lloyd Webber, Jim Steinman) – 7:37 nowa piosenka - duet z Bonnie Tyler
3. I'd Lie for You (And That's the Truth) (Diane Warren) – 6:48 - duet z Patti Russo
4. Not a Dry Eye in the House (Diane Warren) – 5:54
5. Nocturnal Pleasure (Jim Steinman) – 0:38 - utwór mówiony przez Jima Steinmana
6. Dead Ringer for Love (Jim Steinman) – 4:21 - duet z Cher
7. Midnight at the Lost and Found (Steve Buslowe, Paul Christie, Dan Peyronel, Meat Loaf) – 3:36
8. Objects in the Rear View Mirror May Appear Closer Than They Are (Jim Steinman) – 9:45
9. Bat Out of Hell (Jim Steinman) – 9:48